# Petatán
Petatán (se desconoce su etimología) es un municipio del departamento de Huehuetenango en la República de Guatemala. Se encuentra en el oeste del país, y fue convertido en municipio el 27 de octubre de 2015 por el Congreso de ese país centroamericano; anteriormente ya había sido municipio durante casi cien años hasta que fue anexado al municipio de Concepción Huista en 1935 durante el gobierno del general Jorge Ubico, como parte de la simplificación administrativa emprendida por el gobierno ubiquista para contrarrestar los efectos de la Gran Depresión en la economía guatemalteca.

## Toponimia
Muchos de los nombres de los municipios y poblados de Guatemala constan de dos partes: el nombre del santo católico que se venera el día en que fueron fundados y una descripción con raíz náhuatl; esto se debe a que las tropas que invadieron la región en la década de 1520 al mando de Pedro de Alvarado estaban compuestas por soldados españoles y por indígenas tlaxcaltecas y cholultecas. En el caso del topónimo «Petatán», solamente se ha conservado la descripción en náhuatl, sobre la que hay dos versiones: 
- De acuerdo al historiador Adrián Recinos Petatán quiere decir que «esteras y petates».[3]
- El topónimo se derivaría de «Petatlán», que quiere decir «tierra de chip».[4]

## Demografía y vivienda
Tiene aproximadamente 7.138 habitantes y es uno de los poblados más antiguos que ha conservado sus tradiciones y costumbres, como el lenguaje Popti' que es hablado por el 80 % de personas nativas de la comunidad.
| Material         | Porcentaje | Material          | Porcentaje |
| ---------------- | ---------- | ----------------- | ---------- |
| Adobe con tejas  | 10%        | Adobe con paja    | 3%         |
| Block con lámina | 25%        | Block con terraza | 50%        |
| Cerco con lámina | 6%         | Adobe con lámina  | 18%        |

## Geografía física

### División política
La cabecera municipal cuenta con cantones, tres calles, seis escuelas, parajes, mercado y salón municipal.  Además, existen un puesto de salud administrado por el Ministerio de Salud y las cooperativas Axola' y Bitenam.

### Clima
La cabecera municipal de Petatán tiene clima templado (Köppen: Cfb).
| Parámetros climáticos promedio de Petatán | Parámetros climáticos promedio de Petatán | Parámetros climáticos promedio de Petatán | Parámetros climáticos promedio de Petatán | Parámetros climáticos promedio de Petatán | Parámetros climáticos promedio de Petatán | Parámetros climáticos promedio de Petatán | Parámetros climáticos promedio de Petatán | Parámetros climáticos promedio de Petatán | Parámetros climáticos promedio de Petatán | Parámetros climáticos promedio de Petatán | Parámetros climáticos promedio de Petatán | Parámetros climáticos promedio de Petatán | Parámetros climáticos promedio de Petatán |
| Mes                                       | Ene.                                      | Feb.                                      | Mar.                                      | Abr.                                      | May.                                      | Jun.                                      | Jul.                                      | Ago.                                      | Sep.                                      | Oct.                                      | Nov.                                      | Dic.                                      | Anual                                     |
| ----------------------------------------- | ----------------------------------------- | ----------------------------------------- | ----------------------------------------- | ----------------------------------------- | ----------------------------------------- | ----------------------------------------- | ----------------------------------------- | ----------------------------------------- | ----------------------------------------- | ----------------------------------------- | ----------------------------------------- | ----------------------------------------- | ----------------------------------------- |
| Temp. máx. media (°C)                     | 21.3                                      | 21.8                                      | 23.8                                      | 24.0                                      | 22.8                                      | 21.8                                      | 21.2                                      | 21.7                                      | 21.4                                      | 20.6                                      | 21.3                                      | 21.5                                      | 21.9                                      |
| Temp. media (°C)                          | 14.3                                      | 14.4                                      | 16.2                                      | 16.7                                      | 16.5                                      | 16.4                                      | 15.8                                      | 15.7                                      | 15.9                                      | 15.2                                      | 15.0                                      | 15.0                                      | 15.6                                      |
| Temp. mín. media (°C)                     | 7.4                                       | 7.1                                       | 8.7                                       | 9.5                                       | 10.2                                      | 11.0                                      | 10.4                                      | 9.8                                       | 10.4                                      | 9.8                                       | 8.8                                       | 8.5                                       | 9.3                                       |
| Precipitación total (mm)                  | 25                                        | 19                                        | 31                                        | 69                                        | 109                                       | 254                                       | 159                                       | 156                                       | 204                                       | 168                                       | 63                                        | 26                                        | 1283                                      |
| Fuente: Climate-Data.org                  |                                           |                                           |                                           |                                           |                                           |                                           |                                           |                                           |                                           |                                           |                                           |                                           |                                           |

### Ubicación geográfica
Petatán está completamente rodeado de municipios del departamento de Huehuetenango:
- Norte: San Miguel Acatán y Jacaltenango
- Este: Concepción Huista
- Oeste: San Antonio Huista
- Sur: Todos Santos Cuchumatán y Unión Cantinil[6]

|                           | Norte: San Miguel Acatán Jacaltenango       |                         |
| Oeste: San Antonio Huista |                                             | Este: Concepción Huista |
|                           | Sur: Todos Santos Cuchumatán Unión Cantinil |                         |

## Gobierno municipal
Los municipios se encuentran regulados en diversas leyes de la República, que establecen su forma de organización, lo relativo a la conformación de sus órganos administrativos y los tributos destinados para los mismos.  Aunque se trata de entidades autónomas, se encuentran sujetas a la legislación nacional. Las principales leyes que rigen a los municipios en Guatemala desde 1985 son:
| N.º | Ley                                                | Descripción |
| --- | -------------------------------------------------- | --- |
| 1   | Constitución Política de la República de Guatemala | Tiene una regulación legal específica para los municipios en los artículos 253 al 262. |
| 2   | Ley Electoral y de Partidos Políticos              | Ley de carácter constitucional aplicable a los municipios en el tema de la conformación de sus autoridades electas. |
| 3   | Código Municipal                                   | Decreto 12-2002 del Congreso de la República de Guatemala. Tiene la categoría de ley ordinaria y contiene preceptos generales aplicables a todos los municipios, e inclusive contiene legislación referente a la creación de los municipios.             |
| 4   | Ley de Servicio Municipal                          | Decreto 1-87 del Congreso de la República de Guatemala. Regula las relaciones entra la municipalidad y los servidores públicos en materia laboral. Tiene su base constitucional en el artículo 262 de la constitución que ordena la emisión de la misma. |
| 5   | Ley General de Descentralización                   | Decreto 14-2002 del Congreso de la República de Guatemala. Regula el deber constitucional del Estado, y por ende del municipio, de promover y aplicar la descentralización y desconcentración económica y administrativa.                                |

El gobierno de los municipios de Guatemala está a cargo de un Concejo Municipal mientras que el código municipal —que tiene carácter de ley ordinaria y contiene disposiciones que se aplican a todos los municipios de Guatemala— establece que «el concejo municipal es el órgano colegiado superior de deliberación y de decisión de los asuntos municipales […] y tiene su sede en la circunscripción de la cabecera municipal». Por último, el artículo 33 del mencionado código establece que «[le] corresponde con exclusividad al concejo municipal el ejercicio del gobierno del municipio».
El concejo municipal se integra con el alcalde, los síndicos y concejales, electos directamente por sufragio universal y secreto para un período de cuatro años, pudiendo ser reelectos.
Existen también las Alcaldías Auxiliares, los Comités Comunitarios de Desarrollo (COCODE), el Comité Municipal del Desarrollo (COMUDE), las asociaciones culturales y las comisiones de trabajo. Los alcaldes auxiliares son elegidos por las comunidades de acuerdo a sus principios, valores, procedimientos y tradiciones, estos se reúnen con el alcalde municipal el primer domingo de cada mes. Los Comités Comunitarios de Desarrollo y el Consejo Municipal de Desarrollo tiene como función organizar y facilitar la participación de las comunidades priorizando necesidades y problemas.

## Historia

### Época precolombina
Se desconoce la fecha exacta de la fundación de esta comunidad de Petatán, pero sí se sabe que fue fundada durante la época precolombina.  La tradición indica que en el lugar que ocupa el moderno municipio existía una tribu indígena gobernada por un cacique que en lengua popti' era llamado «Wuxhtaj» (Español: «hermano»).  El lugar antiguamente se conocía como Axolá, que fue la segunda comunidad fundada en la región Huista después de Jacaltenango. El rey Wuxhtaj emitió una ley u orden para que toda persona que quisiera casarse tendría que tener entre 30 y 40 años de edad, lo que originó un gran problema entre sus súbditos y aquellos que no estuvieron de acuerdo huyeron del lugar.

### Época colonial: doctrina mercedaria

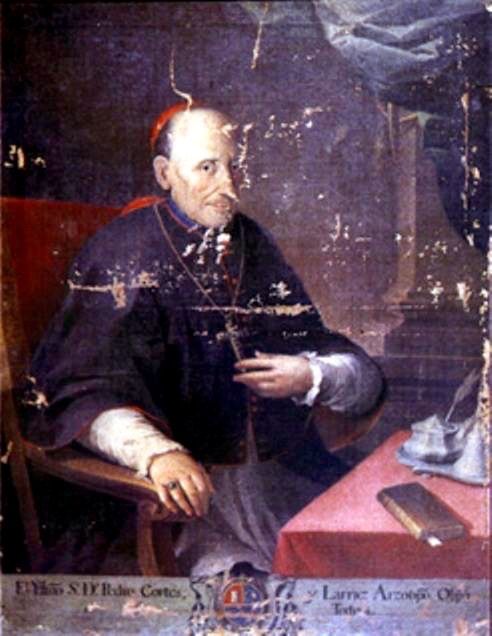
Retrato del obispo Pedro Cortés y Larraz, quien llegó a Petatán en 1770.

Una de las descripciones más antiguas del período hispánico está contenida en la relación escrita por dos compañeros del comisario Franciscano Alonso Ponce, quien regresó a México por el camino de la Sierra de los Cuchumatanes, y quien mencionó que «el martes 2 de septiembre 1586 salió de madrugada a Cuchumatanes y llegando a San Martín paso de largo y subida una encuesta larguísima de camino tan malo como el pasado y pasando otros siete arroyos y abajo otra mala cuesta y andadas otras leguas llegó a las diez del día muy cansado y necesitado a otros pueblos de los indios, llamado Petatlán. Todos esos pueblos eran de la visita a los mercedarios donde vivían indios mames. “Recibieron allí muy bien e hicieron le mucha caridad, ofreciéndoles gallinas de castilla y muchas guayabas y en todo mostraban grandísimo contento de ver el padre comisario en su pueblo. Hablan casi todo los de aquel lugar, además de la suya, la lengua mexicana aún en la suya propia tiene muchos vocablos de Yucatán padeció allí el padre comisario gran persecución de mosquitos la cual tuvo todo el día hasta que vino la noche que se fueron a sus casas, pero quedaron en lugar tanta suma de chinches que no lo dejaron dormir, duraron las picaduras de los mosquitos muchos días, pero más las mordeduras de los chinches. Por ser de tan mal camino aquellas seis leguas desde Chumatlán a Petatlán y que casi siempre se pasa con agua porque lo más del año llueve por buena diligencia y con el favor de Dios, los anduvo aquella mañana y llegó a Petatlán a la hora referida». 
Según la relación del obispo Juan de las Cabezas en 1613 y las actas de visita pastoral del arzobispo Pedro Cortés y Larraz en 1766, los  frailes mercedarios tenían a su cargo nueve doctrinas, y sus muchos anexos, que eran: Santa Ana de Malacatán, Concepción de Huehuetenango, San Pedro de Solomá, Nuestra Señora de la Purificación de Jacaltenango —a la que pertenecía Petatán—, Nuestra Señora de la Candelaria de Chiantla, San Andrés de Cuilco, Santiago de Tejutla, San Pedro de Zacatepeques, y San Juan de Ostuncalco.
En 1690, el capitán e historiador Francisco Antonio de Fuentes y Guzmán escribió en su obra Recordación Florida: «mas como sea preciso referir y señalar a los demás pueblos este curato de Jacaltenango, también lo es retroceder el viaje desde la situación del convento a la parte oeste al camino real que se hace a México para venir a Petatlán que está apartado de la cabecera más de tres leguas, camino fácil de emprender entre laderas y lomillas de terreno firme. [...] La tierra es la planta de este lugar de desigual asiento cercado de barrancas y muchas peñas si temperamento medio ni bien caliente ni bien frío pero su territorio muy fecundo en buenos pastos lleva todo lo necesario en granos y frutas y mucha miel de abeja y por la abundancia de flores en todo el año de que utilizan sus vecinos en muchos modos y estos que lo componen el cuerpo a su república son ciento ochenta y seiscientos veinte habitadoras que así como el trato de la miel dado a los trajines de sus mulas y a los tejidos de pujates —pequeñas mantas de algodón— como los otros lugares de la encomienda de Soloma ya apuntados, y los de esta de Jacal Ha (Jacaltenango) que vamos describiendo y a los hilados de algodón y aprovechados con la fabricación de soya petates estos tratos consiguen muchísimos y señalados provechos, pudieran a su parroquia desalineada y pobres con los techumbres pajiza, hacerla mas ataviada mas decente de lo que experimento mi cuidado mas esto, como los mas de su generación es poco el desvelo que pone en lo perteneciente al culto».
En 1770 el arzobispo de Guatemala, doctor Pedro Cortés y Larraz visitó la parroquia de Nuestra Señora de la Purificación de Jacaltenango y mencionó a Petatán como «pueblo anexo de su cabecera, de la que distaba 2 leguas, contaba con quince familias o setenta personas el idioma de esta parroquia es popti´ y aunque se reputa por mam, como también el sulumenio, son bastantes distintos las cosechas de estos terrenos son maíces en abundancia frijoles, y chiles, bastantes distintos.  Fruta, algo de ganado, miel, y los produjera todo por ser terreno y templado. Una u otra persona se ve desnuda.»
En 1798, Joseph Domingo Hidalgo hizo una descripción de la provincia de Totonicapán, publicada en la Gaceta de Guatemala: «Santiago Petatán cinco leguas al oeste de San Martin, en el camino real de México cito a una cañada en temperamento caliente y muy enfermizo. Solo tiene once tributarios y cuarenta y cinco individuos, pero todos leprosos y mal acondicionado».

### Tras la Independencia de Centroamérica
Tras la Independencia de Centroamérica en 1821, la constitución de 1825 del Estado de Guatemala dividió el territorio en diez distritos con varios circuitos cada uno para la impartición de justicia. Jacaltenango fue sede del circuito del mismo nombre en el distrito N.º 9 (Totonicapán) al que pertenecían también Santa Ana Huista, San Antonio Huista, San Andrés, San Marcos, Concepción, Nentón, Petatán, Acatán, San Juan Ixcoy, San Sebastián Coatán, Santa Eulalia, Istatán, Ishcán, Ixcacao, Sajnabac, Paduano, Cajtavi, Lo de Alvarado, Tierra Negra y Montenegro, esta última ahora parte de México.

### El efímero Estado de Los Altos

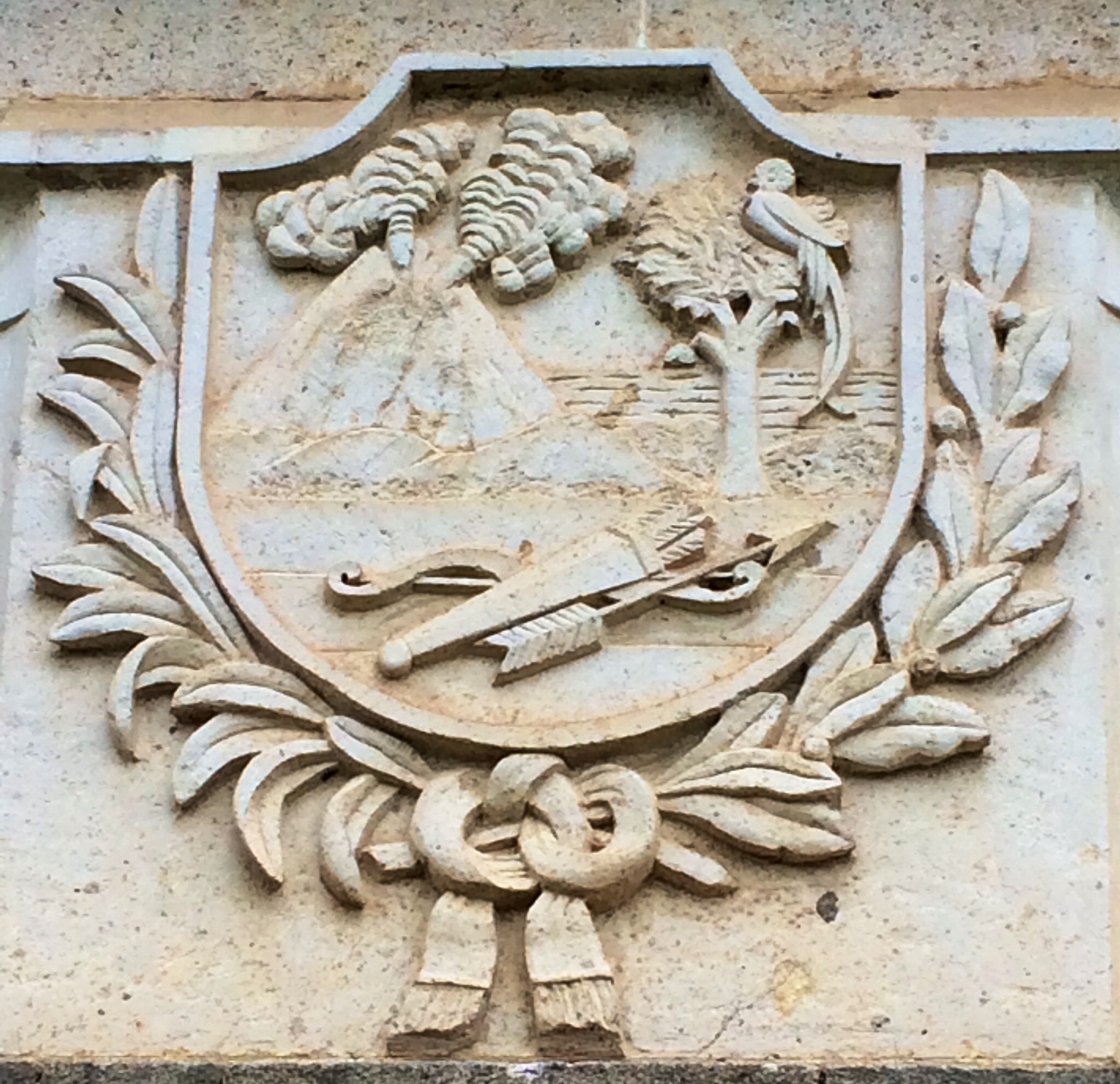
Escudo del Estado de los Altos

A partir del 3 de abril de 1838, Petatán fue de la región que formó el efímero Estado de Los Altos y que forzó a que el Estado de Guatemala se reorganizara en siete departamentos y dos distritos independientes el 12 de septiembre de 1839: 
- Departamentos: Chimaltenango, Chiquimula, Escuintla, Guatemala, Mita, Sacatepéquez, y Verapaz
- Distritos: Izabal y Petén[17]

La región occidental de la actual Guatemala había mostrado intenciones de obtener mayor autonomía con respecto a las autoridades de la ciudad de Guatemala desde la época colonial, pues los criollos de la localidad consideraban que los criollos capitalinos que tenían el monopolio comercial con España no les daban un trato justo.  Pero este intento de secesión fue aplastado por el general Rafael Carrera, quien reintegró al Estado de Los Altos al Estado de Guatemala en 1840.

### Tras la Reforma Liberal
En lo publicado en el reporte del censo de 1888 ordenado por el gobierno del general Manuel Lisandro Barillas Bercián: «Petatán, pueblo del departamento de Huehuetenango, dista de Chiantla veinte leguas; ciento cuarenta y cinco habitantes. Está situado en medio de una colina que tiene en su vecindad varias vertientes de agua cristalina; se cultiva granos y caña de azúcar y los naturales fabrican sombreros existe una escuela primaria; hay en grande cantidad una planta, conocida bajo el nombre de mamey que produce almendras muy ricas en aceite no es secante, y los indígenas la emplean para fabricar jabón velas».

### Restructuración administrativa del gobierno de Jorge Ubico
A partir de 1935, el gobierno del general Ubico restructuró la división política de la República en un afán de simplificar la administración del mismo; para este efecto suprimió varios departamentos y municipios, los cuales fueron integrados a sus vecinos; Santiago Petatán se suprimió por acuerdo gubernativo del 11 de diciembre de 1935 que lo anexó como aldea a Concepción Huista.

### Separación de Concepción Huista
La población de Santiago Petatán Huehuetenango solicitó al Congreso de la República de Guatemala que le devolviera la categoría de municipio, perdida cuando fue anexada a Concepción Huista durante el gobierno del general Jorge Ubico.  Roderico Martínez, diputado por Huehuetenango, fue el encargado de elaborar la iniciativa de ley para presentarla al pleno del Congreso pues Santiago Petatán reunía todas las condiciones necesarias para que se les restablezca su categoría de municipio.
La creación del municipio de Petatán fue hecha oficial el 27 de octubre de 2015 por el Congreso de Guatemala.

### Feria titular
Para la comunicación entre México y Guatemala se usaba el camino viejo y era obligado el paso por Petatán. Donde está construido el templo del Calvario de la localidad existió un ranchón que servía de albergue para comerciantes y transeúntes que provenían de Oaxaca en México e iban hacia Santiago de los Caballeros de Guatemala; de acuerdo a la leyenda, una imagen de Santiago Apóstol apareció en el rancho, y fue trasladada a la iglesia parroquial. Desde entonces, la comunidad celebra la feria titular del 23 al 25 de julio, fecha en que fue encontrada la imagen.

## Sitios turísticos
- Ruinas de Axola’
- Ruinas de Witenam
- Las Cataratas
- El sitio arqueológico «Petatán»: fue descubierto por Oliver Lafarge, junto con Yers durante la tercera expedición organizada por la Universidad de Tulane.

## Tradiciones y leyendas

### Leyenda del río Chajón
El río Chajón era un pequeño arroyo pero con el transcurso del tiempo el caudal del río fue creciendo enormemente; el 4 de junio de 1980 la lluvia hizo crecer el arroyo y un gran animal nadaba en el pleno terreno de Achimbal. El animal parecía una ballena y la lluvia lo arrastró, dejando un zanjón en su lugar.

### Leyendas de la imagen de Santiago Apóstol de Petatán
Aparte de la leyenda de la aparición de la imagen un 25 de julio, los ancianos de la localidad relatan que en una ocasión un ejército que llegó a visitar el poblado y, como cada visitante, lo primero que hizo fue entrar al templo católico.  Al ver a la imagen de Santiago en su caballo con su espada y cuchillo, dispusieron llevárselos.  Después de hacerlo, una vez entrada la noche, los soldados se acostaron pero no pudieron conciliar el sueño por un caballo los molestó toda la noche pasando encima de ellos; al no poder dormir, decidieron emprender la marcha y la leyenda dice que cuando estaban cruzando un puente colgante, este se reventó y todos murieron al caer al abismo.